# Patrick Hemingway
 (avril 2021).
La mise en forme du texte ne suit pas les recommandations de Wikipédia : il faut le « wikifier ».
Les points d'amélioration suivants sont les cas les plus fréquents :
- Les titres sont pré-formatés par le logiciel. Ils ne sont ni en capitales, ni en gras.
- Le texte ne doit pas être écrit en capitales (les noms de famille non plus), ni en gras, ni en italique, ni en « petit »…
- Le gras n'est utilisé que pour surligner le titre de l'article dans l'introduction, une seule fois.
- L'italique est rarement utilisé : mots en langue étrangère, titres d'œuvres, noms de bateaux, etc.
- Les citations ne sont pas en italique mais en corps de texte normal. Elles sont entourées par des guillemets français : « et ».
- Les listes à puces sont à éviter, des paragraphes rédigés étant largement préférés. Les tableaux sont à réserver à la présentation de données structurées (résultats, etc.).
- Les appels de note de bas de page (petits chiffres en exposant, introduits par l'outil «  Source ») sont à placer entre la fin de phrase et le point final[comme ça].
- Les liens internes (vers d'autres articles de Wikipédia) sont à choisir avec parcimonie. Créez des liens vers des articles approfondissant le sujet. Les termes génériques sans rapport avec le sujet sont à éviter, ainsi que les répétitions de liens vers un même terme.
- Les liens externes sont à placer uniquement dans une section « Liens externes », à la fin de l'article. Ces liens sont à choisir avec parcimonie suivant les règles définies. Si un lien sert de source à l'article, son insertion dans le texte est à faire par les notes de bas de page.
- La présentation des références doit suivre les conventions bibliographiques. Il est recommandé d'utiliser les modèles {{Ouvrage}}, {{Chapitre}}, {{Article}}, {{Lien web}} et/ou {{Bibliographie}}. Le mode d'édition visuel peut mettre en forme automatiquement les références.
- Insérer une infobox (cadre d'informations à droite) n'est pas obligatoire pour parachever la mise en page.

Pour une aide détaillée, merci de consulter Aide:Wikification.
Si vous pensez que ces points ont été résolus, vous pouvez retirer ce bandeau et améliorer la mise en forme d'un autre article.
Pour les articles homonymes, voir Hemingway (homonymie).
Patrick Miller Hemingway, né le 28 juin 1928 est le deuxième fils d'Ernest Hemingway et le premier né de la deuxième épouse de Hemingway, Pauline Pfeiffer. Pendant son enfance, il a voyagé fréquemment avec ses parents, puis a fréquenté l'université de Harvard, a obtenu son diplôme en 1950, et peu de temps après, a déménagé en Afrique de l'Est où il a vécu pendant 25 ans. En Tanzanie, Patrick était un chasseur professionnel de grand gibier et pendant plus d'une décennie, il a dirigé une entreprise de safari.  Dans les années 1960, il a été nommé par les Nations unies au Wildlife Management College en Tanzanie en tant que professeur de conservation et de la faune et flore. Dans les années 1970, il s'installe dans le Montana où il gère la propriété intellectuelle du domaine de son père. Il a édité le roman inédit de son père sur un safari des années 1950 en Afrique et l'a publié sous le titre True at First Light (1999).

## Vie privée
Né à Kansas City, dans le Missouri, il a voyagé avec ses parents en Europe en 1929 et de nouveau en 1933, au Wyoming et en Idaho pendant les étés, bien que sa résidence permanente soit à Key West,. En 1940, ses parents ont divorcé, après quoi son père a épousé Martha Gellhorn. Après leur mariage, ils ont déménagé à Cuba où Patrick leur a souvent rendu visite. Au début de la Seconde Guerre mondiale, Patrick a aidé à équiper le bateau de son père, le Pilar, lors de missions improvisées pour chasser les U-Boats allemands opérant dans le golfe du Mexique.  Patrick a fréquenté l'université de Stanford pendant deux ans, a été transféré à Harvard et a obtenu en 1950 une licence en histoire et littérature,.
Le 5 avril 2021, Hemingway, un documentaire de trois épisodes de six heures, récapitulant la vie, les travaux et les amours d'Hemingway, a commencé sur le système de radiodiffusion publique. Il a été coproduit et réalisé par Ken Burns et Lynn Novick. Il contient de nombreuses images et photographies de Patrick, ainsi que des entretiens avec lui sur sa vie avec son père . Patrick était marié à Henrietta Broyles, avec qui il a une fille, Mina Hemingway (née en 1960).

## Afrique
Ayant étudié l'agriculture dans la plantation de sa mère à Piggott, en Arkansas, Patrick a utilisé son héritage après sa mort pour acheter une ferme de 9,3 km² près de Dar es Salam. Lui et sa femme ont déménagé en Afrique, où il a vécu pendant 25 ans. Patrick a vécu une grande partie de sa vie au Tanganyika où il a dirigé une entreprise d'expédition de safari ; servi de chasseur pour les riches patrons; et comme garde-chasse honoraire au Kenya, en Ouganda et en Tanzanie.  Il a commencé son entreprise de safari, appelée Tanganyika Safari Business, près du mont Kilimandjaro en 1955, qu'il a abandonnée au début des années 1960 lorsque sa femme était malade.  Pendant 12 ans, il a enseigné la conservation de la faune au Collège de gestion de la faune africaine en Tanzanie, dans le cadre de son travail de forestier à l'Organisation des Nations unies pour l'alimentation et l'agriculture (FAO). Le Collège de gestion de la faune africaine à Mweka forme des officiers armés pour faire appliquer les lois de protection de la faune en Afrique subsaharienne.
Son père Ernest est mort en 1961, et sa femme Henrietta est décédée en 1963. Quand il a quitté l'Afrique, il a déménagé à Bozeman, Montana, où il vit depuis 1975. Il supervise la gestion de la propriété intellectuelle d'Ernest Hemingway, qui comprend des projets d'édition, de médias électroniques et de films aux États-Unis et dans le monde.

## True at First Light
Hemingway a édité le « livre d'Afrique » de son père qui a été publié en 1999 sous le titre True at First Light. Le livre est un mélange de faits et de fiction de l'expédition en Afrique de l'Est qu'Ernest et sa quatrième épouse Mary ont effectuée de la fin de 1953 au début de 1954, en partie pour rendre visite à Patrick et à sa femme,. Vers la fin du voyage, Ernest Hemingway a été victime de deux accidents d'avion successifs et a été déclaré mort. Il a subi une grave blessure à la tête qui n'a pas été diagnostiquée jusqu'à ce qu'il quitte l'Afrique. À son retour à Cuba, il a travaillé sporadiquement sur True at First Light, mais l'a finalement mis de côté. 
Le manuscrit se trouvait dans les archives d'Hemingway de la bibliothèque John F. Kennedy, et Patrick a édité la moitié de ses 800 pages. Il avait été présent avec son père pendant une grande partie de l'expédition et était familier avec les événements de l'Afrique au cours de cette année, qu'il décrit dans «l'Avant-propos» de True at First Light.

## Écrits supplémentaires
Hemingway a contribué à une introduction aux Collines vertes d'Afrique de 1990; la Vallée de la vie de 1991: La grande faille de l'Afrique ; le Hemingway 2003 sur la chasse ; le Hemingway on War de 2003; et un "avant-propos" à l'édition 2009 republiée de A Moveable Feast de son père. Pour l'édition spéciale de 2012 de A Farewell to Arms, contenant toutes les quarante-sept fins alternatives, Patrick a écrit une préface personnelle. Son neveu, petit-fils d'Ernest Hemingway, Seán Hemingway a écrit l'introduction.